# Molo longo

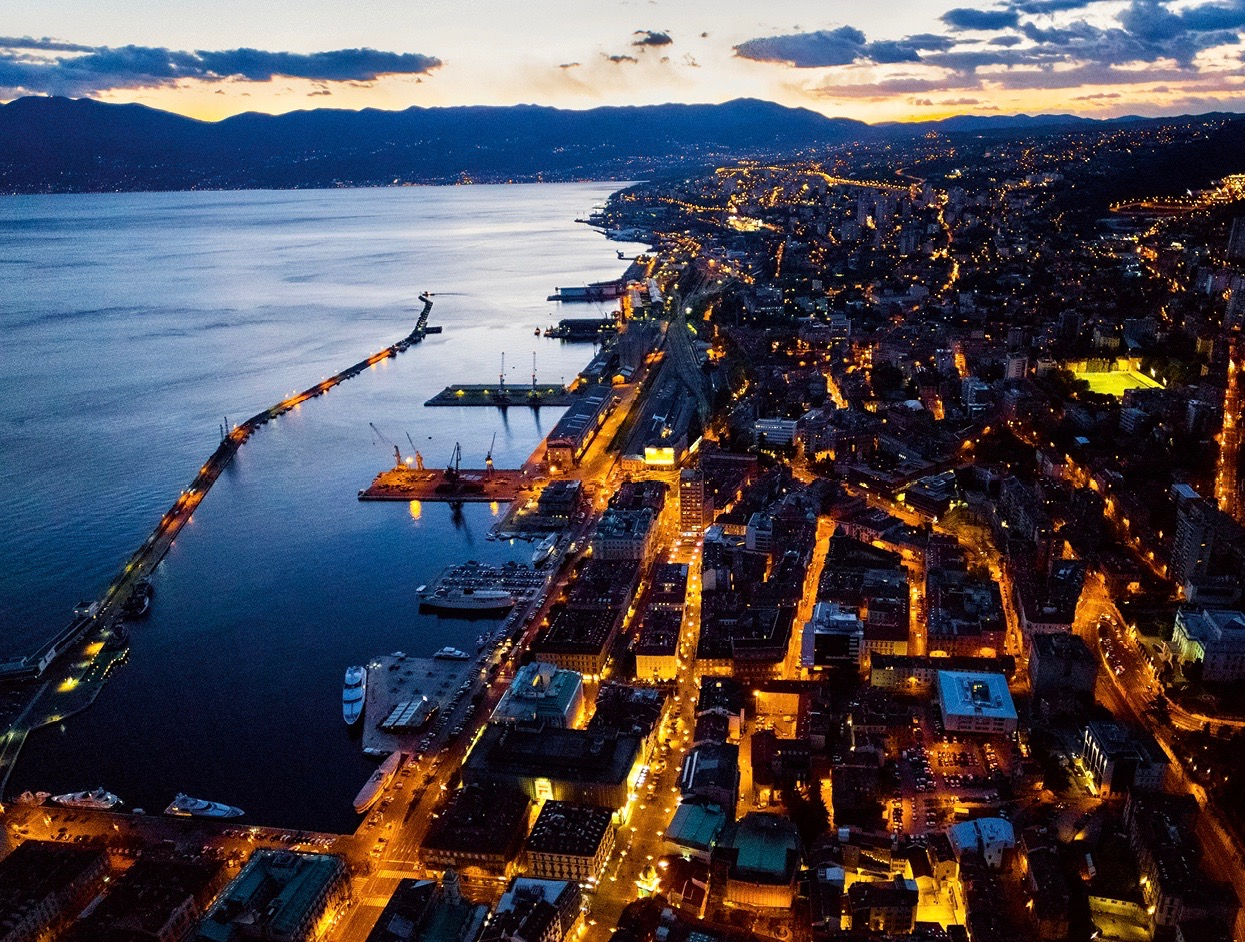
Nattvy över Rijekas centrala hamnområde år 2018. Till vänster i bild syns den 1 707 meter långa utskjutande vågbrytaren Molo longo.

Molo longo är en pir, vågbrytare, promenadstråk, landmärke och turistattraktion i Rijeka i Kroatien. Den är belägen i det centrala hamnområdet i stadsdelen Luka. Vid dess början ligger Rijekas färjeterminal och längs med hela vågbrytaren lägger mindre fiskebåtar till. Sedan den 1 707 meter långa vågbrytaren år 2009 gjordes tillgänglig för allmänheten utgör den ett populärt promenadstråk som stundom står i centrum för kulturella och sportsliga evenemang. Bland annat anordnas springtävlingen "Molo longo trk" (Molo longo-loppet) årligen på vågbrytaren. År 2018 meddelade stadens myndigheter att museifartyget Galeb efter restaureringen permanent kommer att förankras vid Molo longo år 2020.

## Historik
År 1872 initierades anläggandet av vågbrytaren i det då österrikisk-ungerska Fiume (dagens Rijeka). Den stod klar år 1888 och uppkallades "Molo Maria Teresa" efter kejsarinnan Maria Teresia. Benämningen var en hyllning och valdes för att betona kejsarinnans historiska inflytelse på stadens utveckling. Vågbrytaren ritades av arkitekten Antal Hajnal på uppdrag av den ungerska administrationen och arbetena utfördes bland annat av ett parisiskt byggnadsföretag inom järnvägsbranschen. Den har därefter förlängts och byggts ut i omgångar. År 1908 anlades en pir och år 1934 utökades vågbrytaren ytterligare.
I samband med de allierades flygbombningar av hamnområdet under andra världskriget skadades Molo longo svårt. Störst skada åsamkade dock tyskarna när de i maj år 1945 drogs sig tillbaka från Rijeka. Omedelbart efter krigsslutet påbörjades hamnområdets restaurering och arbetena med att återställa hamnen fortgick till år 1961. År 2009 gjordes vågbrytaren tillgänglig för allmänheten och den är sedan dess ett populärt promenadstråk.     